# Cestovna vozila
Cestovna vozila su vozila za prijevoz putnika i robe na kopnu ali ne po tračnicama. Za prijevoz se koriste već izgrađenim prometnicama.
Prema namjeni cestovna vozila podijeljena su na:
- putnička vozila
- kombinirana vozila
- teretna vozila
- specijalna vozila
- radna vozila
- vučna vozila
- vojna vozila
- sportska vozila